# Anna Hutchison
Anna Hutchison (ur. 8 lutego 1986 w Auckland w Nowej Zelandii) – nowozelandzka aktorka.
Znana z ról w nowozelandzkim serialu Shortland Street i amerykańskim serialu Power Rangers: Furia dżungli. Grała również Alison Dine, dziewczynę przestępcy Terry’ego Clarka w australijskim serialu Porachunki oraz Amy Smart w nowozelandzkim serialu komediowym Go Girls. W 2012 pojawiła się w pozytywnie przyjętym przez krytyków amerykańskim horrorze z gatunku slasher Dom w głębi lasu.
13 kwietnia 2012 roku ogłoszono, że Anna dołączy do obsady trzeciej serii Spartakusa jako Laeta, Rzymianka pojmana przez tytułowego bohatera.

## Filmografia
| Rok  | Tytuł                                        | Rola            | Uwagi |
| ---- | -------------------------------------------- | --------------- | ----- |
| 2006 | The Lost One                                 | Emma            |       |
| 2011 | Rotting Hill                                 | Lizzy           |       |
| 2012 | Dom w głębi lasu                             | Jules           |       |
| 2013 | Blinder                                      | Rose Walton     |       |
| 2015 | The Right Girl                               | Kimberly Howard |       |
| 2015 | Horror na szosie                             | Emily Kirk      |       |
| 2016 | Cup of Love jako Love & Coffee               | Zoe             |       |
| 2017 | Vengeance: A Love Story jako Historia zemsty | Teena           |       |

| Rok       | Tytuł                        | Rola            | Uwagi                                                                         |
| --------- | ---------------------------- | --------------- | ----------------------------------------------------------------------------- |
| 2002–2004 | Shortland Street             | Delphi Greenlaw | serial telewizyjny                                                            |
| 2006      | Orange Roughies              | Anja            | Odcinek: "1.1" Odcinek: "1.2"                                                 |
| 2006      | Wendy Wu                     | Lisa            | film telewizyjny                                                              |
| 2007      | Ride with the Devil          | 'Pony' Gemmel   | serial telewizyjny                                                            |
| 2008      | Power Rangers: Furia dżungli | Lily Chilman    | 32 odcinki                                                                    |
| 2008      | Miecz prawdy                 | Bronwyn         | Odcinek: "Identity"                                                           |
| 2009      | Porachunki                   | Alison Dine     | 13 odcinków                                                                   |
| 2009–2012 | Go Girls                     | Amy Smart       |                                                                               |
| 2011      | Panic at Rock Island         | VJ Pilly        | film telewizyjny                                                              |
| 2011      | Morski patrol                | Jodie           | Odcinek: "The Hunted"                                                         |
| 2011      | Hultaje                      | Emilia Fife     | 10 odcinków                                                                   |
| 2013      | Spartakus                    | Laeta           |                                                                               |
| 2013      | Jeden gniewny Charlie        | Sasha           | Odcinek: "Charlie and the Hooker" Odcinek: "Charlie and the Christmas Hooker" |

## Nagrody
| Rok  | Nagroda |
| ---- | --- |
| 2006 | Nominowana do tytułu 'Najlepsza rola w filmie krótkometrażowym' za 'The Lost One' – New Zealand Screen Awards         |
| 2005 | Nominowana do tytułu 'Najlepsza aktorka' za 'Shortland Street' – TV Guide Best on the Box People’s Choice Awards      |
| 2004 | Nominowana do tytułu 'Najlepsza młoda aktorka w serialu' za 'Shortland Street' – New Zealand Television & Film Awards |
| 2004 | Zdobywczyni tytułu 'Wschodząca gwiazda' za 'Shortland Street' – TV Guide Best on the Box People’s Choice Awards       |